# Scot free
Scot free (scot-free), falsch auch scott free (scott-free) ist eine idiomatische Wendung in der englischen Sprache, die in Redewendungen wie „to get off scot free“, „to escape scot free“ oder „to go scot free“ gebraucht wird, die alle so viel bedeuten wie „ungestraft davonkommen“ oder „ohne Strafe ausgehen“. Scot free bedeutet demnach für sich gestellt etwa so viel wie „ungestraft“ oder „straffrei“, wird jedoch außerhalb der oben genannten Redewendungen, für sich alleine gestellt, so gut wie nie verwendet.

## Etymologie
Das Wort Scot bezieht sich nicht – wie häufig irrtümlich angenommen wird – auf den englischen Vornamen Scott, die Bewohner Schottlands (engl. Scots) oder den in die Freiheit entkommenen Sklaven Dred Scott, sondern leitet sich von dem altenglischen Wort sceot für „Steuer“ ab.
Scot ist verwandt mit dem Nomen shot und entspricht bestimmten Wörtern in skandinavischen Sprachen. Moderne skandinavische Equivalente sind im Schwedischen und Norwegischen skatt, im Dänischen skat und im Isländischen skattur und bedeuten jeweils Steuer. Scot ist nachgewiesen im Mittelenglischen in Bezug auf unterschiedliche Arten von Steuern, Zahlungen und Abgaben.
Wer es im Mittelalter schaffte, sich um die Zahlung der „Scot and lot“, einer Kommunalsteuer, zu „drücken“, kam „scot free“ davon. Dementsprechend spricht man im Englischen auch heute noch davon, dass jemand scot-free davonkommt, wenn jemand etwas „ausgefressen hat“, es aber durch Glück oder Findigkeit schafft, dafür nicht bestraft zu werden.

## Scott Free
Aus einem Missverständnis entwickelte sich zudem im Englischen der stehende Begriff „scott free“, der einerseits gleichbedeutend mit „scot free“ verwendet wird, andererseits aber auch – in der irrigen Annahme der Begriff habe etwas mit dem männlichen Vornamen Scott zu tun – häufig als ein sprechender Name für findige Zeitgenossen benutzt wird: Wer es schafft aus misslichen Situationen gewohnheitsmäßig scot free davonzukommen, ist demnach eine „Scott Free“-Persönlichkeit.
Verwendungen der Wendung „Scott Free“
- Der Regisseur und Produzent Ridley Scott hat eine von ihm gegründete Produktionsfirma in doppelter Anspielung – an seinen eigenen Nachnamen und an die Wendung – Scott Free Productions genannt.
- Scott Free ist der Name der Hauptfigur der Comicserie Mister Miracle.[3]
- Scott Free ist der Name einer Punkrockband aus Chicago.[4]